# الدوري الفيتنامي
الدوري الفيتنامي لكرة القدم (بالإنجليزية: V-League)‏ ويختصر بحرف V ، هو دوري كرة القدم فيتنامي ، أنشئ سنة 1980م وتشارك فيه 14 أندية للدوري من الدرجة الأولى يتبع للاتحاد الفيتنامي لكرة القدم .

## وصلات خارجية
- Vietnam Football Federation
- V-League Site
- List of foreign players in V-League